# محمد عادل الراضي
محمد عادل الراضي هو مدرب كرة قدم مغربي من مواليد 6 ديسمبر 1978 في مدينة الرباط بالمغرب ، يدرب حالياً نادي الكوكب المراكشي.

## السيرة الذاتية

### نادي الجيش الوطني الرواندي
في 2019، تعاقد محمد عادل الراضي مع فريق نادي الجيش الوطني الرواندي. قاد الراضي النادي للفوز بالبطولة ثلاث مرات متتالية (2020 و2021 و2022). كما قاده أيضا إلى التتويج بكأس البلاد، وكأس شرق إفريقيا للفرق العسكرية.
وقاد محمد عادل الراضي كذلك النادي العسكري لتحطيم الرقم القياسي الوطني لعدد المباريات المتتالية دون هزائم (50 مباراة متتالية).

## ألقابه كمدرب

### كمدرب
اتحاد طنجة
- البطولة المغربية : 2018

 الجيش الرواندي
- البطولة الوطنية الرواندية الممتازة : 2020، 2021، 2022

## روابط خارجية
- محمد عادل الراضي على موقع قاعدة بيانات كرة القدم.إي يو (الإنجليزية)
- محمد عادل الراضي على موقع Soccerway.com (الإنجليزية)